# Gustav Theodor Fritsch

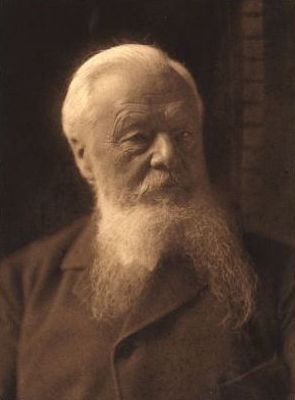
Gustav Theodor Fritsch, um 1900

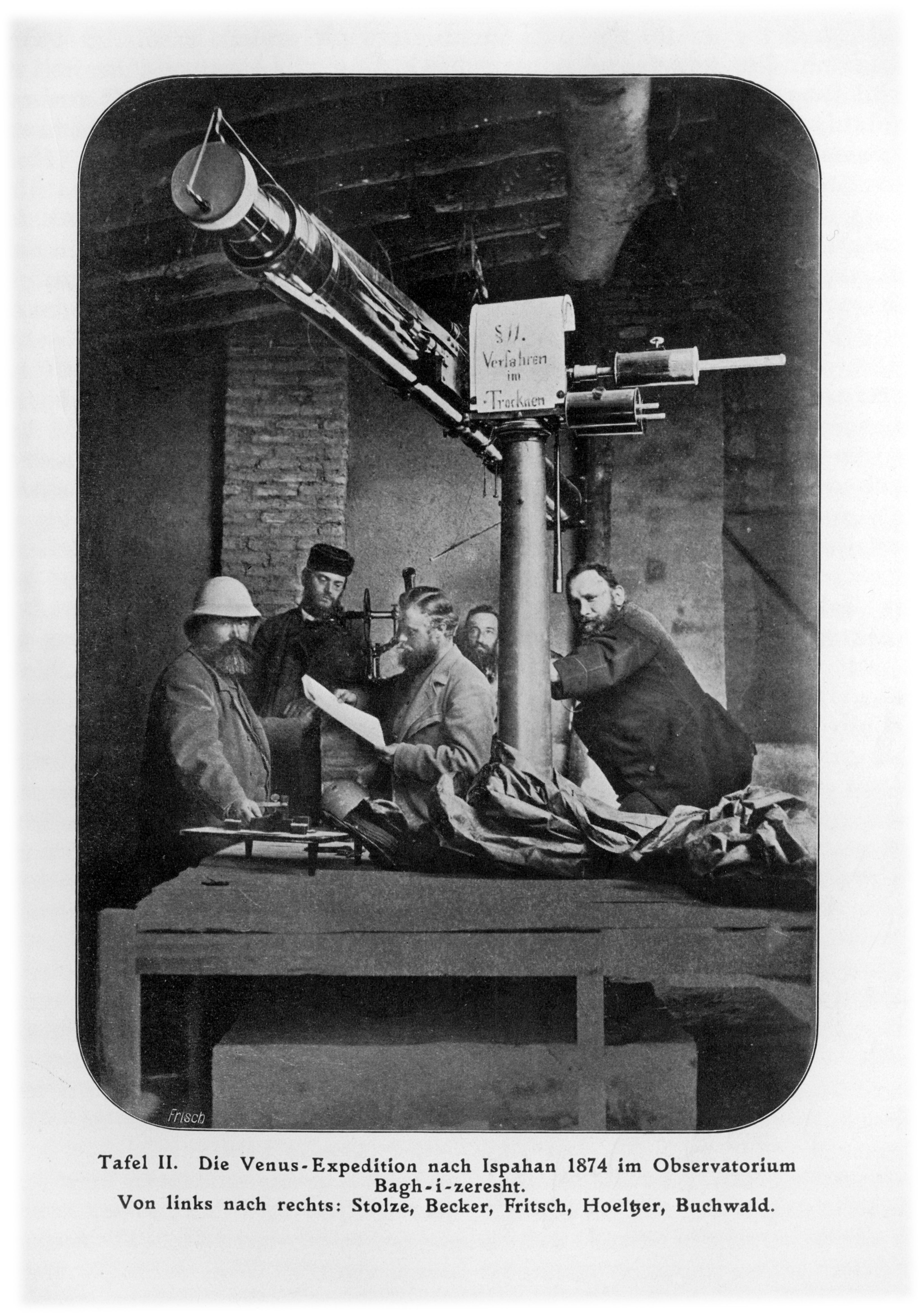
Forschungsreise nach Isfahan zur Beobachtung des Venusdurchgangs von 1874. Von links nach rechts: Franz Stolze, Ernst Becker, Gustav Fritsch, Ernst Hoeltzer und Hugo Buchwald

Gustav Theodor Fritsch (* 5. März 1838 in Cottbus; † 12. Juni 1927 in Berlin) war ein deutscher Anatom, Anthropologe und Physiologe. Er wurde vor allem bekannt durch seine mit Eduard Hitzig durchgeführten Untersuchungen über die motorischen Zentren der Hirnrinde.

## Leben
Fritsch war ein Sohn des Baurats Ludwig Fritsch und dessen Ehefrau Sophie Kramsta.  Er besuchte ab 1849 das Maria-Magdalenen-Gymnasium in Breslau. Nach dem Abitur studierte er zwischen 1857 und 1862 in Berlin, Breslau und Heidelberg zunächst Naturwissenschaften, später Medizin. Als junger Mann verbrachte er zwischen 1863 und 1866 drei Jahre in Südafrika und publizierte später mehrere Schriften über die afrikanischen Ethnien und die elektrischen Organe des Zitteraals Gymnotus electricus. Er wanderte von Kapstadt aus in die westlichen und östlichen Provinzen, den Oranje-Freistaat, Natal und Betschuanaland. 
1868 begleitete er die Expedition zur Beobachtung der Sonnenfinsternis vom 18. August 1868 nach Aden und ging von dort aus nach Ägypten, wo er Johannes Dümichen auf einer archäologisch-photographischen Expedition begleitete. 1874 ging er zur Beobachtung des Venusdurchgangs nach Isfahan in Persien (siehe Bild) und danach zu zoologischen Zwecken auf eine Reise nach Kleinasien. 1881 bis 1882 bereiste Fritsch im Auftrag der königlichen Akademie der Wissenschaften Ägypten und die östlichen Mittelmeerländer zum Studium der Elektrizität bei Fischen.
1867 wurde Fritsch Assistent am Anatomischen Institut, 1874 schließlich außerordentlicher Professor für Physiologie an der Berliner Friedrich-Wilhelms-Universität. Als hervorragender Anthropologe fand er auch Anerkennung von Rudolf Virchow. Später wurde er Vorsteher der histologischen Abteilung des Physiologischen Instituts. Dort galt sein Hauptinteresse der Erforschung der motorischen Funktionen des Großhirns und ihrer Lokalisation. Seine Arbeiten, die er 1870 zusammen mit Eduard Hitzig nach experimenteller elektrischer Reizung des Frontallappens von Hunden schrieb, gelten als erster Beweis der Erregbarkeit der Großhirnareale durch elektrische Stromimpulse und erste deskriptive Lokalisationslehre der motorischen Hirnrinde.
Nach dem Deutsch-Französischen Krieg heiratete Fritsch in Breslau Helene (1851–1915), eine Tochter des Verlegers Ferdinand Hirt. Mit ihr hatte er eine Tochter und einen Sohn.
Fritsch gehörte 1869 zu den Gründungsmitgliedern der Berliner Gesellschaft für Anthropologie, Ethnologie und Urgeschichte. Im Jahr 1887 wurde er zum Mitglied der Leopoldina gewählt.
Wenig bekannt ist, dass Fritsch mit seinem Werk Die Retinaelemente und die Dreifarbentheorie zu den Pionieren der Farbfotografie zählt. 1927 starb Gustav Theodor Fritsch im Alter von 89 Jahren in Berlin.

## Schriften (Auswahl)
- Drei Jahre in Süd-Afrika. Reiseskizzen nach Notizen des Tagebuchs zusammengestellt. Hirt, Breslau 1868
- mit Eduard Hitzig: Ueber die elektrische Erregbarkeit des Grosshirns. In: Archiv für Anatomie, Physiologie und wissenschaftliche Medicin. Band 37, 1870, S. 300–332.
- Die Eingeborenen Süd-Afrika’s: ethnographisch und anatomisch beschrieben. Hirt, Breslau 1872
- Vergleichend-anatomische Betrachtung der elektrischen Organe von Gymnotus electricus. Veit, Leipzig 1881
- Die Retinaelemente und die Dreifarbentheorie. Berlin 1904

## Rezeption
Seine Porträts südafrikanischer Gefangener sind Gegenstand einer medienwissenschafltichen Studie von 2019 zur Kolonialfotografie.